# Wersznycia (stacja kolejowa)
Wersznycia (ukr. Вершница) – stacja kolejowa w miejscowości Wersznycia, w rejonie zwiahelskim, w obwodzie żytomierskim, na Ukrainie. Położona jest na linii Kalinkowicze – Szepetówka.
Dawniej mijanka. Istniała w okresie międzywojennym. Jej status na stację zmieniono w 2017.